# Kirgizistan i olympiska sommarspelen 1996
Kirgizistan deltog i de olympiska sommarspelen 1996 med en trupp bestående av 33 deltagare, men ingen av landets deltagare erövrade någon medalj.

## Boxning
Lättvikt
- Sergey Kopenkin
  - Första omgången — Besegrade Cristian Giantomassi (Italien), 12-11
  - Andra omgången — Förlorade mot Leonard Doroftei (Rumänien), 1-10

Weltervikt
- Nourbek Kassenov
  - Första omgången — Besegrade Shane Heaps (Tonga), 11-2
  - Andra omgången — Förlorade mot Nariman Atayev (Uzbekistan), 7-11

Tungvikt
- Andrei Kumyaavka
  - Första omgången — Förlorade mot Félix Savón (Kuba), 3-9

## Brottning
Mellanvikt, grekisk-romersk stil
- Raatbek Sanatbayev

Lätt flugvikt, fristil
- Vladimir Torgovkin

Tungvikt, fristil
- Konstantin Aleksandrov

Supertungvikt, fristil
- Aleksandr Kovalevsky

## Cykling
Herrarnas poänglopp
- Yevgeny Vakker
  - Final — 1 poäng (→ 16:e plats)

## Friidrott
Herrarnas 100 meter
- Vladislav Chernobay

Herrarnas 800 meter
- Boris Kaveshnikov

Herrarnas maraton
- Nazirdin Akilbekov — 2:23:59 (→ 63:e plats)

Herrarnas 110 meter häck
- Yevgeny Shorokhov

Herrarnas tresteg
- Maksim Smetanin

Damernas maraton
- Irina Bogachova — 2:35,44 (→ 21:a plats)

## Judo
Herrarnas tungvikt
- Vadim Sergeyev

Damernas extra lättvikt
- Nataliya Kuligina

## Kanotsport
Herrarnas K-2 500 m
- Andrey Mitkovets
- Yury Ulyachenko

Herrarnas K-2 1000 m
- Andrey Mitkovets och Yury Ulyachenko

## Modern femkamp
Herrar
- Igor Feldman – 4547 poäng (→ 30:e plats)
- Dmitrij Tyurin – 3878 (→ 31:a plats)